# UFC 202
UFC 202: Diaz vs. McGregor II foi um evento de artes marciais mistas promovido pelo Ultimate Fighting Championship, ocorrido em 20 de agosto de 2016 na T-Mobile Arena, em Las Vegas, nos Estados Unidos.

## Background
O evento está previsto para ser encabeçado por uma revanche no peso-meio-médio, entre o vencedor do The Ultimate Fighter 5 e ex-desafiante ao título dos leves, Nate Diaz, e o Campeão Peso-Pena do UFC, Conor McGregor.

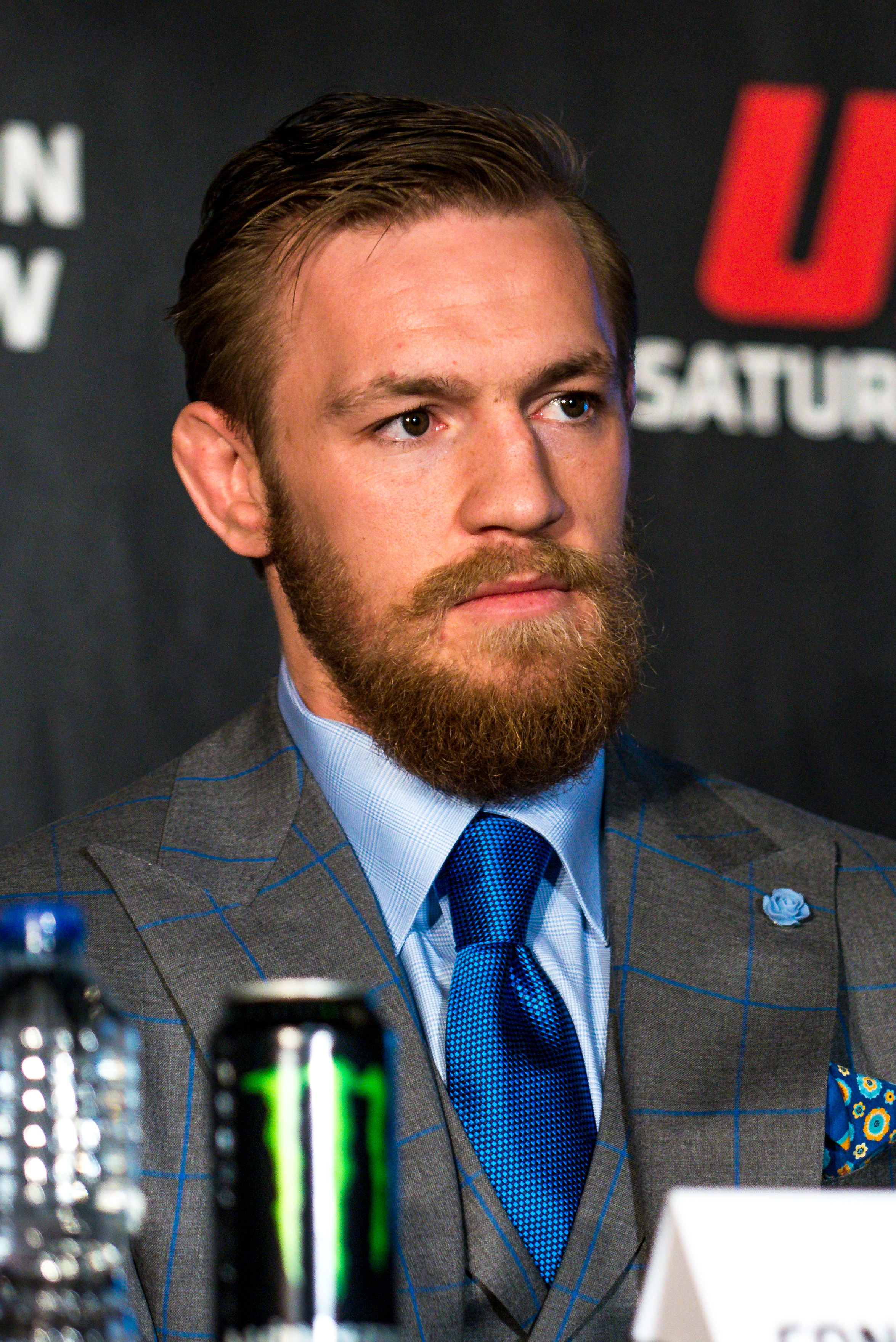
O presidente do UFC, Dana White, disse que trabalhou em reservar essa revanche devido à "obsessão de McGregor por ela".

O primeiro confronto foi no início do ano, no UFC 196. McGregor era esperado para desafiar o, até então, Campeão Peso Leve do UFC, Rafael dos Anjos, mas dos Anjos retirou-se da luta por quebrar o pé apenas 11 dias antes do evento. Diaz substituiu ele, e a luta foi transferida para a divisão dos meio-médios. Diaz ganhou a luta por finalização no segundo round. A sua revanche era esperada, originalmente, para acontecer no UFC 200, mas tudo mudou durante meados de abril, com um desacordo entre McGregor e o UFC - a respeito de sua programação de mídia. Isso levou à sua retirada do evento e, em seguida, Nate Diaz também deixou o card.
A luta entre os ex-desafiantes ao Cinturão Meio-Pesado do UFC, Anthony Johnson e Glover Teixeira, era esperada para servir como o evento co-principal para o UFC on Fox: Holm vs. Shevchenko. No entanto, Johnson retirou-se um mês antes do evento por problemas pessoais. Por sua vez, os oficiais da promoção decidiram mover Teixeira do card, e o casamento da luta foi mantido intacto e reprogramado para ocorrer neste evento.
Dong Hyun Kim iria enfrentar Neil Magny no evento. Todavia, Kim retirou-se da luta devido a uma lesão, em 12 de julho, e foi substituído por Lorenz Larkin.
Um luta no peso-leve entre Al Iaquinta e o ex-desafiante ao título meio-médio, Thiago Alves foi brevemente ligada a este evento, mas agora deverá ser remarcada mais tarde, este ano, no UFC 205.
Um combate no meio-médio entre o ex-Campeão Peso-Meio-Médio do WEC e ex-Campeão Interino Meio-Médio do UFC, Carlos Condit, e Demian Maia, ex-desafiante ao Cinturão Peso-Médio do UFC, foi agendado para ter lugar neste evento, mas foi transferido para uma semana mais tarde, encabeçando um FOX event.
Sultan Aliev enfrentaria Hyun Gyu Lim no evento. Contudo, Aliev retirou-se da luta no início de agosto, citando uma lesão no pulso. Lim agora vai enfrentar o recém-chegado na promoção, Mike Perry.
Em 5 de agosto, Sean Strickland foi retirado de sua luta contra Tim Means, devido a uma lesão no joelho. Ele foi substituído pelo recém-chegado na organização, Sabah Homasi.
O vencedor do The Ultimate Fighter: China, Ning Guangyou, testou positivo para clenbuterol, a partir de um teste fora de competição realizado em 19 de maio, mas a USADA descobriu que ele ingeriu a substância sem culpa ou negligência. Eles revisaram as evidências do caso - o paradeiro de Guangyou, hábitos alimentares e os relatórios do laboratório mostrando "concentrações muito baixas em partes por bilhão" da substância - e determinaram que o resultado, muito provavelmente, veio por conta de carnes contaminadas, já que países como México e China têm um alto índice de carnes contaminadas com a substância. Guangyou não será suspenso. Ele era esperado para enfrentar Marlon Vera neste evento, mas devido a este incidente, a luta foi adiada uma semana, para o UFC on Fox: Maia vs. Condit.

## Bônus da Noite
Os lutadores receberam $50.000 de bônus
- Luta da Noite:  Nate Diaz vs.  Conor McGregor
- Performance da Noite:  Anthony Johnson e  Donald Cerrone